# Municipio de Sheets
El municipio de Sheets (en inglés: Sheets Township) es un municipio ubicado en el condado de Slope en el estado estadounidense de Dakota del Norte. En el año 2010 tenía una población de 20 habitantes y una densidad poblacional de 0,21 personas por km².

## Geografía
El municipio de Sheets se encuentra ubicado en las coordenadas 46°19′35″N 103°21′35″O / 46.32639, -103.35972. Según la Oficina del Censo de los Estados Unidos, el municipio tiene una superficie total de 93.08 km², de la cual 92,79 km² corresponden a tierra firme y (0,31 %) 0,28 km² es agua.

## Demografía
Según el censo de 2010, había 20 personas residiendo en el municipio de Sheets. La densidad de población era de 0,21 hab./km². De los 20 habitantes, el municipio de Sheets estaba compuesto por el 100 % blancos. Del total de la población el 0 % eran hispanos o latinos de cualquier raza.